# Nati nel 1989/Agosto
| Questa pagina contiene informazioni ricavate automaticamente dalle voci biografiche con l'ausilio del template Bio e di un bot. L'aggiornamento è periodico e automatico e ricostruisce completamente la pagina. Se manca una persona in questa lista, sei pregato di non aggiungerla, ma accertati piuttosto che la sua voce biografica contenga il template Bio e che i dati anagrafici siano correttamente compilati. Se il template Bio manca, inseriscilo tu stesso o, in alternativa, metti l'avviso {{tmp\|Bio}} che ne segnala la mancanza. Se i dati riportati sono sbagliati, correggi direttamente la voce biografica; le modifiche saranno visibili in questa lista entro pochi giorni. Per chiarimenti vedi il progetto biografie. La lista contiene solo le 492 persone che sono citate nell'enciclopedia e per le quali è stato implementato correttamente il template Bio. Pagina aggiornata al 18 ago 2025. |

- 1º agosto - Salman Al-Faraj, calciatore saudita
- 1º agosto - Malcolm Armstead, cestista statunitense
- 1º agosto - Abdullah Hel Baki, tiratore a volo bangladese
- 1º agosto - Nicolò Brighenti, calciatore italiano
- 1º agosto - Madison Bumgarner, giocatore di baseball statunitense
- 1º agosto - Lisa Franzen, modella russa
- 1º agosto - Pierre Gaillouste, arbitro di calcio francese
- 1º agosto - Noah Hoffman, ex fondista statunitense
- 1º agosto - Samir Həmzəyev, giocatore di calcio a 5 azero
- 1º agosto - Shōtarō Iribe, ciclista su strada giapponese
- 1º agosto - Tomoka Kurokawa, attrice giapponese
- 1º agosto - Ronny Marengo, calciatore seychellese
- 1º agosto - Leonor Martín, attrice e architetta spagnola
- 1º agosto - Bobby Massie, giocatore di football americano statunitense
- 1º agosto - Shea McClellin, giocatore di football americano statunitense
- 1º agosto - Gayle Rankin, attrice britannica
- 1º agosto - Andrés Ríos, calciatore argentino
- 1º agosto - Shannon Shorter, cestista statunitense
- 1º agosto - Ömer Şişmanoğlu, calciatore turco
- 1º agosto - Artem Sitalo, calciatore ucraino
- 1º agosto - Trevin Wade, giocatore di football americano statunitense
- 1º agosto - Daniel Woods, arrampicatore statunitense
- 1º agosto - Tiffany Young, cantante e attrice statunitense
- 2 agosto - Raymond Almazan, cestista filippino
- 2 agosto - Jailton Alves Miranda, calciatore capoverdiano
- 2 agosto - Priscilla Betti, attrice e cantante francese
- 2 agosto - Jonas Blue, disc jockey e produttore discografico britannico
- 2 agosto - Vladimir Bubanja, calciatore serbo
- 2 agosto - Nacer Chadli, calciatore belga
- 2 agosto - Marcel Gaus, ex calciatore tedesco
- 2 agosto - Melissa Hamilton, ballerina britannica
- 2 agosto - Bradley Lawson, pallavolista statunitense
- 2 agosto - Josimar Lima, ex calciatore capoverdiano
- 2 agosto - Simon Lugier, ex calciatore francese
- 2 agosto - Aleš Majer, ex calciatore sloveno
- 2 agosto - Antonio Mazzotta, calciatore italiano
- 2 agosto - Rudy Paige, rugbista a 15 sudafricano
- 2 agosto - Thomas Piermayr, calciatore austriaco
- 2 agosto - Relja Popović, cantante, rapper e attore serbo
- 2 agosto - Romell Quioto, calciatore honduregno
- 2 agosto - César Romero, ex calciatore statunitense
- 2 agosto - Matteo Trentin, ciclista su strada italiano
- 2 agosto - Ike Udanoh, allenatore di pallacanestro e ex cestista statunitense
- 2 agosto - Alla Šiškina, sincronetta russa
- 3 agosto - Jules Bianchi, pilota automobilistico francese († 2015)
- 3 agosto - Josh Boyd, giocatore di football americano statunitense
- 3 agosto - Matteo Bruscagin, calciatore italiano
- 3 agosto - Serkan Çiftçi, calciatore austriaco
- 3 agosto - Cvija, cantante e rapper serbo
- 3 agosto - Sanrawat Dechmitr, calciatore thailandese
- 3 agosto - Michelle González, allenatrice di pallacanestro e ex cestista portoricana
- 3 agosto - Sam Hutchinson, calciatore inglese
- 3 agosto - Emil Lyng, ex calciatore danese
- 3 agosto - Francesco Manna, fumettista italiano
- 3 agosto - Mario Marina, calciatore bosniaco
- 3 agosto - Arsénio Martins Lafuente Nunes, calciatore portoghese
- 3 agosto - Jaroslav Rakyc'kyj, calciatore ucraino
- 3 agosto - Ricky Taylor, pilota automobilistico statunitense
- 3 agosto - Tyrod Taylor, giocatore di football americano statunitense
- 3 agosto - Nick Viergever, calciatore olandese
- 3 agosto - Kevin Walker, ex calciatore e cantante svedese
- 3 agosto - Themba Zwane, calciatore sudafricano
- 4 agosto - Saša Babić, giocatore di calcio a 5 croato
- 4 agosto - Taylor Brown, ex cestista statunitense
- 4 agosto - Dajana Cahill, attrice australiana
- 4 agosto - Māra Grīva, lunghista e triplista lettone
- 4 agosto - Aleksandar Jovanović, ex calciatore australiano
- 4 agosto - Yōsuke Kawai, calciatore giapponese
- 4 agosto - Myriam Kloster, ex pallavolista francese
- 4 agosto - Jessica Mauboy, cantautrice, attrice e compositrice australiana
- 4 agosto - Martha McCabe, ex nuotatrice canadese
- 4 agosto - Robin Mouton, giocatore di football americano francese
- 4 agosto - Vaggelīs Sakellariou, ex cestista greco
- 4 agosto - Afrim Taku, ex calciatore albanese
- 4 agosto - Wang Hao, scacchista cinese
- 4 agosto - Kazunari Ōno, calciatore giapponese
- 5 agosto - Amy Atkinson, mezzofondista
- 5 agosto - Michele Baranowicz, pallavolista italiano
- 5 agosto - Tal Ben Haim, ex calciatore israeliano
- 5 agosto - Ryan Bertrand, ex calciatore inglese
- 5 agosto - John Bocco, calciatore tanzaniano
- 5 agosto - Chasen Bradford, giocatore di baseball statunitense
- 5 agosto - Hunter Elliott, attore canadese
- 5 agosto - Emir Faccioli, calciatore argentino
- 5 agosto - Feng Shanshan, ex golfista cinese
- 5 agosto - Gia Grigalava, ex calciatore russo
- 5 agosto - Alexandru Ioniță, ex calciatore rumeno
- 5 agosto - Daniel Jasinski, discobolo tedesco
- 5 agosto - Darren Keet, calciatore sudafricano
- 5 agosto - Ermir Lenjani, calciatore svizzero
- 5 agosto - Marcelo Padilha Gonçalves, giocatore di calcio a 5 brasiliano
- 5 agosto - Cliff Matthews, giocatore di football americano statunitense
- 5 agosto - Rob Miller, rugbista a 15 inglese
- 5 agosto - Jessica Nigri, modella statunitense
- 5 agosto - Claudia Pop, cestista rumena
- 5 agosto - Nina Radojčić, cantante serba
- 5 agosto - Burim Sadiki, ex calciatore macedone
- 5 agosto - Grégory Sertic, ex calciatore francese
- 5 agosto - Matteo Villa, attore italiano
- 5 agosto - Angie Zapata, statunitense († 2008)
- 5 agosto - Dyego Zuffo, giocatore di calcio a 5 brasiliano
- 6 agosto - Aymen Abdennour, ex calciatore tunisino
- 6 agosto - Abdelhamid Abuhabib, calciatore palestinese
- 6 agosto - Fernando Benítez, cestista messicano
- 6 agosto - Victor Demba Bindia, calciatore senegalese
- 6 agosto - Darwin Bonilla, calciatore salvadoregno
- 6 agosto - Sydney Colson, cestista statunitense
- 6 agosto - Indika Dissanayake, sollevatore singalese
- 6 agosto - Kévin Fortuné, calciatore francese
- 6 agosto - Ali Gadžibekov, ex calciatore russo
- 6 agosto - Alejandro Gagliardi, calciatore argentino
- 6 agosto - Grover Harmon, calciatore cookese
- 6 agosto - Ben Ijalana, giocatore di football americano statunitense
- 6 agosto - Carli Lloyd, pallavolista statunitense
- 6 agosto - Carl Ona Embo, cestista francese
- 6 agosto - Alexis Ossa, calciatore colombiano
- 6 agosto - Justin Tipuric, rugbista a 15 britannico
- 6 agosto - Nemanja Vidić, calciatore serbo
- 6 agosto - James Winchester, giocatore di football americano statunitense
- 6 agosto - Yu Wenxia, modella e attrice cinese
- 6 agosto - Yu Yang, calciatore cinese
- 7 agosto - Daniel Adejo, calciatore nigeriano
- 7 agosto - İsa Atayev, giocatore di calcio a 5 azero
- 7 agosto - Sherman Cárdenas, calciatore colombiano
- 7 agosto - Gunther Celli, giocoliere italiano
- 7 agosto - Djénébou Danté, velocista maliana
- 7 agosto - DeMar DeRozan, cestista statunitense
- 7 agosto - Mihail Ivanov, ex calciatore bulgaro
- 7 agosto - Eugenio Lamanna, calciatore italiano
- 7 agosto - Ramon Lopes, calciatore brasiliano
- 7 agosto - Tony Mitchell, cestista statunitense
- 7 agosto - Federico Ortiz López, calciatore argentino
- 7 agosto - Pablo Podio, calciatore argentino
- 7 agosto - Cristian Rodas, ex cestista paraguaiano
- 7 agosto - Kévin Vandendriessche, ex calciatore francese
- 7 agosto - Ty Walker, cestista statunitense
- 7 agosto - Yang Kyong-il, lottatore nordcoreano
- 8 agosto - Kenny Baumann, attore statunitense
- 8 agosto - Zuzanna Efimienko, pallavolista polacca
- 8 agosto - Scotty Hopson, cestista statunitense
- 8 agosto - Sesil Karatančeva, tennista bulgara
- 8 agosto - Thomas Kind Bendiksen, calciatore norvegese
- 8 agosto - Karol Kłos, pallavolista polacco
- 8 agosto - Hannah Miley, ex nuotatrice britannica
- 8 agosto - Takuya Murayama, ex calciatore giapponese
- 8 agosto - Anthony Rizzo, giocatore di baseball statunitense
- 8 agosto - Taras Stepanenko, calciatore ucraino
- 8 agosto - Jay Threatt, cestista statunitense
- 8 agosto - Riccardo Truccolo, cestista italiano
- 8 agosto - Joaquín Tuculet, rugbista a 15 argentino
- 8 agosto - Marija Vrsaljko, ex cestista croata
- 8 agosto - Marcin Warcholak, calciatore polacco
- 9 agosto - Jefferson Alexandre, giocatore di football americano francese
- 9 agosto - Hansell Arauz, calciatore costaricano
- 9 agosto - Josué Balamandji, calciatore centrafricano
- 9 agosto - Alexander Gassner, skeletonista tedesco
- 9 agosto - Samme Givens, cestista statunitense
- 9 agosto - Jason Heyward, giocatore di baseball statunitense
- 9 agosto - Andrea Iannone, pilota motociclistico italiano
- 9 agosto - Calvin Mac-Intosch, calciatore olandese
- 9 agosto - Guido Marilungo, ex calciatore italiano
- 9 agosto - Tainy, produttore discografico portoricano
- 9 agosto - Stefano Okaka, calciatore italiano
- 9 agosto - Stefania Okaka, ex pallavolista italiana
- 9 agosto - Lourenço Ortigão, attore e modello portoghese
- 9 agosto - Niles Paul, ex giocatore di football americano statunitense
- 9 agosto - Paige Spara, attrice statunitense
- 9 agosto - Caleb Sturgis, giocatore di football americano statunitense
- 9 agosto - Brenton Thwaites, attore australiano
- 9 agosto - Jessica Walker, pallavolista statunitense
- 10 agosto - Jonathan Baldwin, giocatore di football americano statunitense
- 10 agosto - Radim Breite, calciatore ceco
- 10 agosto - Gilberto Clavell, cestista portoricano
- 10 agosto - Sam Gagner, hockeista su ghiaccio canadese
- 10 agosto - Bryan Gaul, ex calciatore statunitense
- 10 agosto - Erik Heil, velista tedesco
- 10 agosto - Alexandra Ívarsdóttir, modella islandese
- 10 agosto - Zacaria Maazouzi, giocatore di calcio a 5 e calciatore norvegese
- 10 agosto - Sanjaya Malakar, cantante statunitense
- 10 agosto - Alice McKennis, ex sciatrice alpina statunitense
- 10 agosto - Aleksander Melgalvis Andreassen, calciatore norvegese
- 10 agosto - Martina Merlino, attrice italiana
- 10 agosto - Kevin Rolland, ex sciatore freestyle francese
- 10 agosto - Marcus Rosner, attore canadese
- 10 agosto - Giulio Sabbi, pallavolista italiano
- 10 agosto - Ben Sahar, calciatore israeliano
- 10 agosto - Aboubacar Sawadogo, calciatore burkinabé
- 10 agosto - Ibrahima Seck, calciatore senegalese
- 10 agosto - Gladwin Shitolo, calciatore sudafricano
- 10 agosto - Shu Pei, modella cinese
- 10 agosto - Janar Toomet, calciatore estone
- 11 agosto - Tonny Brochmann, calciatore danese
- 11 agosto - Luca Ceppitelli, ex calciatore italiano
- 11 agosto - Úrsula Corberó, attrice spagnola
- 11 agosto - Bakaye Dibassy, calciatore maliano
- 11 agosto - Déo Kanda, calciatore congolese (Repubblica Democratica del Congo)
- 11 agosto - Marthe Kristoffersen, ex fondista norvegese
- 11 agosto - Álex Quiñónez, velocista ecuadoriano († 2021)
- 11 agosto - Anton Saks, ex cestista svedese
- 11 agosto - Nagisa Sakurauchi, calciatore giapponese
- 11 agosto - Jeremy Simmons, cestista statunitense
- 11 agosto - Eke Uzoma, calciatore nigeriano
- 11 agosto - Luisma, ex calciatore spagnolo
- 11 agosto - Gui Gui, cantante e attrice taiwanese
- 11 agosto - Justine Zulu, ex calciatore zambiano
- 11 agosto - Julio César la Cruz, pugile cubano
- 12 agosto - Amilton Minervino da Silva, calciatore brasiliano
- 12 agosto - Scott Bamforth, cestista statunitense
- 12 agosto - Tom Cleverley, allenatore di calcio e ex calciatore inglese
- 12 agosto - Dewayne Dedmon, cestista statunitense
- 12 agosto - Mariana Duque Mariño, ex tennista colombiana
- 12 agosto - Alessandro Giannì, artista italiano
- 12 agosto - Charlène Guignard, danzatrice su ghiaccio francese
- 12 agosto - Joseph Kauliakamoa, pallavolista statunitense
- 12 agosto - Lara Laterza, calciatrice italiana
- 12 agosto - Mark van der Maarel, ex calciatore olandese
- 12 agosto - Min Sun-ye, cantante e modella sudcoreana
- 12 agosto - Geoffrey Mujangi Bia, calciatore congolese (Repubblica Democratica del Congo)
- 12 agosto - Federico Sandi, pilota motociclistico italiano
- 13 agosto - Lucille Charuk, pallavolista canadese
- 13 agosto - Davide Cimolai, ciclista su strada e pistard italiano
- 13 agosto - Greg Draper, calciatore inglese
- 13 agosto - Israel Jiménez, ex calciatore messicano
- 13 agosto - Jefimija Karakašević, ex cestista serba
- 13 agosto - Tomáš Necid, calciatore ceco
- 13 agosto - Fernando Pimenta, canoista portoghese
- 13 agosto - Abraham Richardson, ex cestista cubano
- 13 agosto - Matteo Trevisan, ex tennista italiano
- 13 agosto - Zhang Weili, artista marziale mista cinese
- 14 agosto - Brandon Brown, cestista statunitense
- 14 agosto - Fallou Diagne, calciatore senegalese
- 14 agosto - Walter Fernández, ex calciatore spagnolo
- 14 agosto - Ander Herrera, calciatore spagnolo
- 14 agosto - Milica Jovanović, cestista montenegrina
- 14 agosto - Oleg Kuznecov, taekwondoka russo
- 14 agosto - Roman Kuznecov, taekwondoka russo
- 14 agosto - Thorsten Margis, bobbista e ex multiplista tedesco
- 14 agosto - Hiroaki Okuno, calciatore giapponese
- 14 agosto - Jonathan Paredes, tuffatore messicano
- 14 agosto - Dimitri Pavadé, atleta paralimpico francese
- 14 agosto - Augustine Rubit, cestista statunitense
- 14 agosto - Sa'id Rustayi, regista e sceneggiatore iraniano
- 14 agosto - Manu Torres, ex calciatore spagnolo
- 14 agosto - Bram Van den Dries, pallavolista belga
- 15 agosto - Belinda, attrice e cantautrice spagnola
- 15 agosto - Andre Clennon, calciatore giamaicano
- 15 agosto - Courtney Hope, attrice, doppiatrice e produttrice cinematografica statunitense
- 15 agosto - Rob Horne, rugbista a 15 australiano
- 15 agosto - Joe Jonas, cantautore, musicista e attore statunitense
- 15 agosto - Mario Kirev, ex calciatore bulgaro
- 15 agosto - Armel Koulara, ex calciatore ciadiano
- 15 agosto - Ratanda Mbazuvara, calciatore namibiano
- 15 agosto - Ryan McGowan, calciatore australiano
- 15 agosto - Masaki Okada, attore giapponese
- 15 agosto - Carlos Pena Jr., attore, cantante e ballerino statunitense
- 15 agosto - Sanju Pradhan, calciatore indiano
- 15 agosto - Jakub Voráček, hockeista su ghiaccio ceco
- 15 agosto - Hatice Kübra Yangın, taekwondoka turca
- 15 agosto - Yannick van de Velde, attore e doppiatore olandese
- 16 agosto - Cedric Alexander, wrestler statunitense
- 16 agosto - Mauro Boerchio, ex calciatore italiano
- 16 agosto - Antonio Di Gaudio, calciatore italiano
- 16 agosto - Khamis Esmaeel, calciatore emiratino
- 16 agosto - Eric Franke, bobbista e ex velocista tedesco
- 16 agosto - Cameron Gliddon, ex cestista e allenatore di pallacanestro australiano
- 16 agosto - Anel Hadžić, ex calciatore bosniaco
- 16 agosto - Taleh Məmmədov, lottatore azero
- 16 agosto - Vitalij Markiv, militare ucraino
- 16 agosto - Miloš Nikolić, ex calciatore serbo
- 16 agosto - Katarzyna Pawłowska, ex pistard e ciclista su strada polacca
- 16 agosto - Allan Preston, allenatore di calcio e ex calciatore scozzese
- 16 agosto - Riku Riski, calciatore finlandese
- 16 agosto - Moussa Sissoko, calciatore francese
- 16 agosto - Tecia Torres, artista marziale misto statunitense
- 16 agosto - Wang Hao, marciatore cinese
- 16 agosto - Adam Zika, ex sciatore alpino ceco
- 17 agosto - Farah Zeynep Abdullah, attrice e cantante turca
- 17 agosto - Marin Aničić, ex calciatore bosniaco
- 17 agosto - Latisha Chan, tennista taiwanese
- 17 agosto - Štefan Chrtianský, pallavolista slovacco
- 17 agosto - Rachel Corsie, calciatrice scozzese
- 17 agosto - Sandi Križman, calciatore croato
- 17 agosto - Frederick Lau, attore tedesco
- 17 agosto - Lil B, rapper statunitense
- 17 agosto - Joe Morris, velista statunitense
- 17 agosto - Robert Mšvidobadze, judoka russo
- 17 agosto - John Perrin, pallavolista canadese
- 17 agosto - Lilly-Fleur Pointeaux, attrice francese
- 17 agosto - Mitchell Tenpenny, cantautore statunitense
- 17 agosto - Stephanie Twell, mezzofondista britannica
- 17 agosto - Kazuki Ōiwa, calciatore giapponese
- 18 agosto - Isaac Acuña, calciatore messicano
- 18 agosto - Sansar Salvo, cantante e rapper turco
- 18 agosto - Ana Dabović, cestista serba
- 18 agosto - Ivan Fuštar, calciatore croato
- 18 agosto - Hong Jeong-ho, calciatore sudcoreano
- 18 agosto - Matt McCants, ex giocatore di football americano statunitense
- 18 agosto - Ben Mockford, cestista britannico
- 18 agosto - Andrea Renzi, cestista italiano
- 18 agosto - Willie le Roux, rugbista a 15 sudafricano
- 18 agosto - Tim Wallburger, nuotatore tedesco
- 19 agosto - Aritz Bagües, ex ciclista su strada e dirigente sportivo spagnolo
- 19 agosto - Brandon Brooks, ex giocatore di football americano statunitense
- 19 agosto - Raúl Castro Peñaloza, calciatore boliviano
- 19 agosto - Agata Durajczyk, pallavolista polacca
- 19 agosto - Uschi Freitag, ex tuffatrice tedesca
- 19 agosto - Noriaki Fujimoto, calciatore giapponese
- 19 agosto - Cristin Granados, calciatrice costaricana
- 19 agosto - Matthew Hartmann, calciatore inglese
- 19 agosto - Josh Law, ex calciatore inglese
- 19 agosto - Jonathan Martin, giocatore di football americano statunitense
- 19 agosto - Lil' Romeo, rapper, attore e ex cestista statunitense
- 19 agosto - Sara Nuru, modella tedesca
- 19 agosto - Lorenzo Pasqualini, calciatore italiano
- 19 agosto - Julianna Peña, artista marziale mista statunitense
- 19 agosto - Anel Raskaj, ex calciatore kosovaro
- 19 agosto - João Ribeiro, canoista portoghese
- 19 agosto - Maciej Rybus, calciatore polacco
- 19 agosto - Alexandru Vagner, calciatore rumeno († 2022)
- 20 agosto - Ganbaataryn Odbayar, judoka mongolo
- 20 agosto - James-Michael Johnson, giocatore di football americano statunitense
- 20 agosto - Silas Kiplagat, mezzofondista keniota
- 20 agosto - Elnaz Rekabi, arrampicatrice iraniana
- 20 agosto - Roser Tapias, attrice e modella spagnola
- 20 agosto - Judd Trump, giocatore di snooker inglese
- 20 agosto - Mihai Țurcan, calciatore moldavo
- 20 agosto - Aricca Vitanza, ex calciatrice statunitense
- 20 agosto - Ronald Warisan, calciatore papuano
- 20 agosto - Kelly Weekers, modella olandese
- 21 agosto - Jair Amador, calciatore portoghese
- 21 agosto - Shehzana Anwar, arciera keniota
- 21 agosto - Marco Armellino, calciatore italiano
- 21 agosto - Franco Balbi, cestista argentino
- 21 agosto - Giuseppe Bellusci, calciatore italiano
- 21 agosto - Charlison Benschop, calciatore olandese
- 21 agosto - Mikel Bizkarra, ciclista su strada spagnolo
- 21 agosto - Rajko Brežančić, calciatore serbo
- 21 agosto - Ekaterina Churas'kina, pentatleta russa
- 21 agosto - Dmitrij Chvostov, cestista russo
- 21 agosto - Fernanda Cornejo, modella ecuadoriana
- 21 agosto - Jared Crick, giocatore di football americano statunitense
- 21 agosto - Leandro Freire, calciatore brasiliano
- 21 agosto - Matteo Gentili, ex calciatore italiano
- 21 agosto - Tu Holloway, cestista statunitense
- 21 agosto - Robert Knox, attore britannico († 2008)
- 21 agosto - Jaco Kriel, rugbista a 15 sudafricano
- 21 agosto - Valentin Lazăr, ex calciatore rumeno
- 21 agosto - Annet Mahendru, attrice statunitense
- 21 agosto - Nik Omladič, calciatore sloveno
- 21 agosto - Hayden Panettiere, attrice e modella statunitense
- 21 agosto - Piao Cheng, calciatore cinese
- 21 agosto - Leonardo Ramos, calciatore argentino
- 21 agosto - Cindy Roleder, ostacolista tedesca
- 21 agosto - Stijn Steels, ex ciclista su strada e ex pistard belga
- 21 agosto - Aleix Vidal, ex calciatore spagnolo
- 21 agosto - Charlie Westbrook, ex cestista statunitense
- 21 agosto - Titus Young, giocatore di football americano statunitense
- 22 agosto - Antwain Aguillard, pallavolista statunitense
- 22 agosto - Paolo Bartolomei, calciatore italiano
- 22 agosto - Giacomo Bonaventura, calciatore italiano
- 22 agosto - Miha Gregorič, calciatore sloveno
- 22 agosto - Samuel Inkoom, ex calciatore ghanese
- 22 agosto - Ilyès Karamosli, pallavolista tunisino
- 22 agosto - Michael McClune, ex tennista statunitense
- 22 agosto - Jason Medeiros, ex giocatore di football americano canadese
- 22 agosto - Mohamed Sanu, giocatore di football americano statunitense
- 22 agosto - Sead Šehović, cestista montenegrino
- 22 agosto - Priscilla Tabunda, lunghista e multiplista keniota
- 22 agosto - Davit Targamadze, ex calciatore georgiano
- 22 agosto - Shir Tzedek, ex calciatore israeliano
- 22 agosto - Tristan Vautier, pilota automobilistico francese
- 22 agosto - Andrew Wiedeman, ex calciatore statunitense
- 23 agosto - Adel Al Hosani, calciatore emiratino
- 23 agosto - Giacomo Camplone, arbitro di calcio italiano
- 23 agosto - Nicholas Crow, cestista italiano
- 23 agosto - Matías Defederico, ex calciatore argentino
- 23 agosto - Simone Gonin, giocatore di curling italiano
- 23 agosto - Shohei Iwamoto, pentatleta giapponese
- 23 agosto - Greg Jenkins, giocatore di football americano statunitense
- 23 agosto - Lianne La Havas, cantautrice e musicista inglese
- 23 agosto - Trixie Mattel, personaggio televisivo, cantautore e comico statunitense
- 23 agosto - Kacie Oliver, ex calciatrice statunitense
- 23 agosto - Athīna Papafōtiou, pallavolista greca
- 23 agosto - Alan Ruschel, calciatore brasiliano
- 23 agosto - Anželika Savrajuk, ex ginnasta ucraina
- 23 agosto - Sidnei, calciatore brasiliano
- 23 agosto - Maki Takada, cestista giapponese
- 23 agosto - Dương Trương Thiên Lý, modella vietnamita
- 23 agosto - Kyle Weems, cestista statunitense
- 24 agosto - Siaka Bamba, calciatore ivoriano
- 24 agosto - Sisay Bancha, calciatore etiope
- 24 agosto - Vagner Antônio Brandalise, calciatore brasiliano
- 24 agosto - Josh Bynes, giocatore di football americano statunitense
- 24 agosto - Tamara Csipes, canoista ungherese
- 24 agosto - Alexandre Dumoulin, rugbista a 15 francese
- 24 agosto - Tiago Galvão da Silva, calciatore brasiliano
- 24 agosto - Richie Gray, rugbista a 15 britannico
- 24 agosto - Rocío Igarzábal, attrice e cantante argentina
- 24 agosto - Naomi Johnson, ex pallavolista statunitense
- 24 agosto - Vladislav Krjučkov, ex calciatore russo
- 24 agosto - Reynaldo dos Santos Silva, ex calciatore brasiliano
- 24 agosto - Erik Shoji, pallavolista statunitense
- 25 agosto - Fahro Alihodžić, cestista bosniaco
- 25 agosto - Facundo Conte, pallavolista argentino
- 25 agosto - Igor' Gennad'evič Cvirko, danzatore russo
- 25 agosto - Valentina De Costanzo, schermitrice italiana
- 25 agosto - Kevin Jones, cestista statunitense
- 25 agosto - Keegan Joyce, attore australiano
- 25 agosto - Romario Kortzorg, ex calciatore olandese
- 25 agosto - Kyle Kuric, cestista statunitense
- 25 agosto - Nikola Malešević, cestista serbo
- 25 agosto - Hiram Mier, calciatore messicano
- 25 agosto - Dominik Nerz, ex ciclista su strada tedesco
- 25 agosto - Devin Searcy, ex cestista statunitense
- 25 agosto - Carlos Serrano, attore spagnolo
- 25 agosto - Ali Šabanaŭ, lottatore russo
- 26 agosto - André André, calciatore portoghese
- 26 agosto - Francesca Benolli, allenatrice di ginnastica e ex ginnasta italiana
- 26 agosto - James Harden, cestista statunitense
- 26 agosto - Roza Kozakowska, atleta paralimpica polacca
- 26 agosto - Matteo Marconcini, ex judoka e allenatore di judo italiano
- 26 agosto - Dmitrij Ryžov, ex calciatore russo
- 26 agosto - Sun Ke, calciatore cinese
- 26 agosto - Mladen Živković, calciatore serbo
- 27 agosto - Mohammed Al-Balushi, calciatore omanita
- 27 agosto - Romain Amalfitano, calciatore francese
- 27 agosto - Andrés Mercado, attore e modello colombiano
- 27 agosto - Sohn, cantante, polistrumentista e produttore discografico britannico
- 27 agosto - Akbar To'rayev, calciatore uzbeko
- 27 agosto - Dawid Tomala, marciatore polacco
- 27 agosto - Daniel Tovar, attore messicano
- 28 agosto - César Azpilicueta, calciatore spagnolo
- 28 agosto - Damian Bellón, allenatore di calcio e ex calciatore svizzero
- 28 agosto - Valtteri Bottas, pilota automobilistico finlandese
- 28 agosto - Jens Debusschere, ex ciclista su strada belga
- 28 agosto - Madison Eginton, attrice statunitense
- 28 agosto - Hatila Fogo, ex giocatore di football americano brasiliano
- 28 agosto - Farhad Ghaemi, pallavolista iraniano
- 28 agosto - Ângelo Girão, hockeista su pista portoghese
- 28 agosto - Stefan Hristov, calciatore bulgaro
- 28 agosto - Jo Kwon, cantante e attore sudcoreano
- 28 agosto - Li Yuehong, tiratore a segno cinese
- 28 agosto - Hanan Maman, ex calciatore israeliano
- 28 agosto - Jamie Murphy, calciatore scozzese
- 28 agosto - Cassadee Pope, cantautrice e musicista statunitense
- 28 agosto - Aleksandr Rachmanov, scacchista russo
- 28 agosto - Ri Jin-hyok, calciatore nordcoreano
- 28 agosto - Martin Svendsen, giocatore di calcio a 5 e calciatore norvegese
- 28 agosto - Mario Tadejević, calciatore croato
- 28 agosto - Christina Von Eerie, wrestler statunitense
- 28 agosto - Vjačeslav Zajcev, cestista russo
- 29 agosto - Patrik Auda, cestista ceco
- 29 agosto - Andreas Christen, calciatore liechtensteinese
- 29 agosto - Cédric D'Ulivo, calciatore francese
- 29 agosto - Fredrik Gulsvik, calciatore norvegese
- 29 agosto - Jordan Henriquez, ex cestista statunitense
- 29 agosto - Vojtěch Hruban, cestista ceco
- 29 agosto - César Lolohéa, calciatore francese
- 29 agosto - Nicole Romeo, ex cestista australiana
- 29 agosto - Ronnie Schwartz, calciatore danese
- 29 agosto - Ivan Sesar, ex calciatore bosniaco
- 29 agosto - Su Bingtian, velocista cinese
- 29 agosto - Branislav Trajković, calciatore serbo
- 29 agosto - Florian Trmal, ex cestista austriaco
- 29 agosto - Jarius Wynn, giocatore di football americano statunitense
- 30 agosto - Bohdan Bondarenko, altista ucraino
- 30 agosto - Ibréhima Coulibaly, calciatore francese
- 30 agosto - Sabina Foisor, scacchista rumena
- 30 agosto - Simone Guerra, calciatore italiano
- 30 agosto - Justin Harper, cestista statunitense
- 30 agosto - Ronald Huth, ex calciatore paraguaiano
- 30 agosto - Christopher Hörl, sciatore alpino austriaco
- 30 agosto - Roberto Marcora, ex tennista italiano
- 30 agosto - Sergio Muñoz, ginnasta spagnolo
- 30 agosto - Patrick Nasti, siepista e mezzofondista italiano
- 30 agosto - Aljaksej Ramanovič, schermidore bielorusso
- 30 agosto - Bebe Rexha, cantante e compositrice statunitense
- 30 agosto - Billy Joe Saunders, ex pugile britannico
- 30 agosto - Talocha, calciatore portoghese
- 30 agosto - Alba Torrens, cestista spagnola
- 31 agosto - Laura Collett, cavallerizza britannica
- 31 agosto - Denise Hanke, ex pallavolista tedesca
- 31 agosto - Henry Kisekka, calciatore ugandese
- 31 agosto - Dawid Konarski, pallavolista polacco
- 31 agosto - Stipe Plazibat, ex calciatore croato
- 31 agosto - Salvatore Puccio, ciclista su strada italiano
- 31 agosto - Shin Hye-sun, attrice sudcoreana
- 31 agosto - Xavier Siméon, pilota motociclistico belga
- 31 agosto - Josip Sobin, cestista croato
- 31 agosto - Jesús Sánchez, ex calciatore messicano
- 31 agosto - Ian Williams, giocatore di football americano statunitense
- 31 agosto - Tameka Williams, velocista nevisiana